# 扎克托湖
56°10′08″N 31°14′51″E / 56.1689°N 31.2475°E
扎克托湖（俄语：Жакто），是俄羅斯的湖泊，位於該國西北部，由普斯科夫州負責管轄，處於庫尼亞區，面積4.7平方公里，集水區面積403.4平方公里，平均水深2.5米，最大水深4.2米。